# White & Nerdy
«White & Nerdy» — второй сингл «Странного Эла» Янковича из альбома Straight Outta Lynwood, релиз которого состоялся 26 сентября 2006 года. Является пародией на песню «Ridin'», исполняемую Chamillionaire и Krayzie Bone.
Chamillionaire сам добавил «White & Nerdy» на свою официальную MySpace страницу и прокомментировал, что пародия ему понравилась.
Данный сингл имел вполне сопоставимый успех с пародируемой песней в чарте Billboard Hot 100, возглавившей его в июне 2006 года, достигнув в этом чарте 9 места.

## Сюжет
Янкович в очередной раз обыграл название — вместо «Удираю нечистым перед законом» песня была названа «Белый и ботанистый» (с американским произношением звучит очень похоже). В песне рассказывается о том, как он не может «зависать с гангста», потому что он «просто белый ботаник» (англ. just too white and nerdy, см. Нёрд) и делает стереотипные «ботанские» вещи — коллекционирует комиксы, играет в Dungeons & Dragons, смотрит телесериал «Счастливые дни» или играет в пинг-понг.
В одной из сцен герой Янковича вандализирует страницу английской Википедии, посвященную лейблу Atlantic Records. В кадре видно, как он заменяет содержимое статьи на фразу «ВЫ ОТСТОЙ» (англ. YOU SUCK!), написанную огромными буквами. Этот эпизод — отсылка к недавним для Эла событиям, связанными со сложностями при получении прав на выпуск песни «You’re Pitiful», пародии Янковича на песню Джеймса Бланта «You’re Beautiful». Позднее поклонники творчества Странного Эла многократно повторяли его вандальное исправление в статье. Это привело к тому, что статья Atlantic Records была закрыта от редактирования для участников.